# Miklós Jenő (kémikus)
Miklós Jenő (Csíkszereda, 1945. február 15. – Temesvár, 2008. június 10.)[forrás?] magyar kémikus, vegyészeti szakíró, orvos, parapszichológus.

## Életútja
Középiskolai tanulmányait szülővárosában kezdte, Temesváron folytatta, ahol érettségizett (1961). A Babeș–Bolyai Tudományegyetem kémia karán szerzett diplomát (1969). Az immunkémia tárgyköréből írt dolgozatával doktori fokozatot nyert (1982). A temesvári kémiai kutatóintézetben, majd a Közegészségügyi és Orvosi Kutatóközpontban végzett biokémiai kutatási eredményeiről számos konferencián (Bukarest, Bécs) és szakdolgozatban számolt be, így a Revue Roumaine de Biochimie, Studia Biophisica, Analele Universității Timișorene, Tetrahedron és más szaklapokban.
Tudománynépszerűsítő munkásságával a Berde Áron-pályázat első díját nyerte el (1972). Magyar nyelven A Hét hasábjain jelentkezett, a TETT A még nem bizonyított tagadhatatlan c. tanulmányának közlésével tájékoztatta először a magyar közönséget a parapszichológia kutatási módszertanáról (1978/1). Ebben a témakörben értekezett egy prágai nemzetközi konferencián is pszichotronikai és parapszichológiai tanulmányainak eredményeiről (1973). A Psychoenergetic Systems és International Journal of Paraphysics folyóiratok szerkesztőbizottsági tagja.